# 大河内了悟
大河内 了悟（おおこうち りょうご、1897年5月3日 - 1976年10月13日）は、愛知県幡豆郡平坂村（現・西尾市）出身の浄土真宗僧侶・仏教学者。真宗大谷大学教授、岡崎女子短期大学教授。号は虚洞。

## 生涯

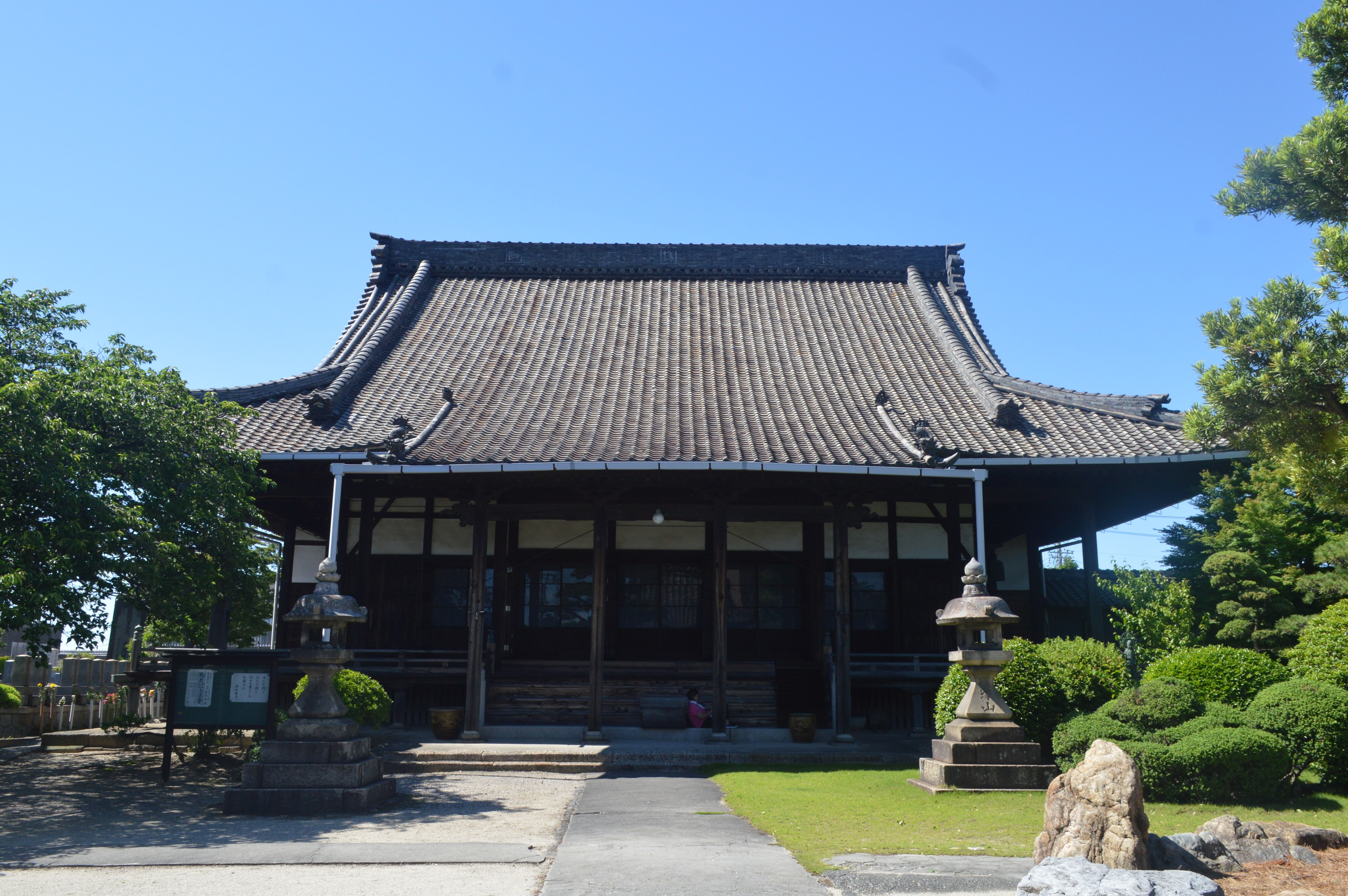
生家の無量寿寺

1897年（明治30年）5月3日、愛知県幡豆郡平坂村（現・西尾市）の無量寿寺に生まれた。父は無量寿寺第24世住職の了雲。
1926年（大正15年）3月、真宗大谷大学研究科を卒業し、擬講となった。その後無量寿寺の第25世住職となった。1927年（昭和2年）3月には真宗大谷大学の教授に就任した。
1957年（昭和32年）7月、真宗大谷派嗣講師の学階を受けた。1967年（昭和42年）7月、安居本講を命じられて「顕浄土真実行文類ニ」を講じた。1968年（昭和43年）8月、真宗大谷派講師の学階を受けた。また、東本願寺侍薫寮出仕となった。
1976年（昭和51年）10月13日に入寂（死去）した。法名は「虚洞院釋了悟」。1979年（昭和54年）3月には無量寿寺境内に胸像が建立された。

## 人物
妻はいを。
開祖「親鸞聖人」の教えを生涯を通じて探求し、寺の檀家のみならず、あらゆる衆生に仏陀の教えの根本や浄土真宗の教えを分かりやす解くことに生涯を捧げた。自身の眉間にある大きな「ほくろ」を仏陀と重ね合わせ、浄土真宗のみならず広く大きく仏教の真の意味を生涯を通じて探求し続けた。

## 著書

### 単著
- 『十二光講讃』〈真宗講座〉法蔵館 、1936年
- 『歎異鈔に依りて』〈真宗講座〉法蔵館、1936年
- 『仏教生活叢書 10 本願の宗教』法蔵館 1941年
- 『仰せに聞く』法蔵館、1961年
- 『親鸞に導かれて』大谷出版社、1961年
- 『昭和仏教全集 生きてよし,死してよし 大河内了悟集』教育新潮社、1962年
- 『悪人正機 大河内了悟集』〈現代真宗名講話全集〉教育新潮社、1966年
- 『真宗学原論』教育新潮社、1973年

### 共編著
- 大河内了悟、佐々木蓮麿（共編）『清沢満之先生のことば 生誕百年記念出版』 永田文昌堂、1963年
- 大河内了悟、寺川俊昭（共著）『我、他力の救済を念ずるとき 清沢満之に学ぶ』〈同朋選書〉 東本願寺出版部、1980年